# Bill (Kill Bill)
Bill es un personaje ficticio creado por Quentin Tarantino. Está interpretado por David Carradine. Es el principal antagonista de la serie de películas Kill Bill.
Era el líder del "Escuadrón Asesino Víbora Letal", donde era conocido por su nombre en clave "Snake Charmer". Bill mantuvo un romance con Beatrix Kiddo y fue el padre de su hija, BB Kiddo. Fue asesinado por Beatrix, usando la técnica de "los cinco puntos de presión para hacer explotar un corazón" que le había enseñado el Maestro Pai Mei. 

## Biografía ficticia

### Pasado
Bill fue entrenado en artes marciales por el maestro Pai Mei y por el katanakaji Hattori Hanzo, lo que le convirtió en un gran experto en el manejo de la espada del samurái y en el arte del Kung fu. Más tarde, decidió crear un equipo de asesinos profesionales formado por él mismo, su hermano Budd, Elle Driver, Vernita Green, O-Ren Ishii y Beatrix Kiddo. Ese grupo se llamó Escuadrón Asesino Víbora Letal. Tuvo un romance con Beatrix y fue amante de Elle. Todos tenían nombres en clave y el de Bill era Snake Charmer (Encantador de Serpientes).

### Volumen 1
Cuando Beatrix abandona el Escuadrón Asesino Víbora Letal y decide casarse con un hombre que ha conocido, los integrantes del grupo liderados por Bill se presentan en la iglesia el día de la boda y masacran a los asistentes del acontecimiento. Ejecutan a todos y por último, Bill dispara en la cabeza a Beatrix, dándola por muerta.
Sin embargo, Beatrix sobrevive a las heridas y es internada en un hospital, donde permanece en estado de coma. Sofie Fatale informó a Bill de que Beatrix salió del coma y que mató a O-Ren Ishii y a los 88 maníacos. Más tarde, Bill se da cuenta de que Beatrix mató también a Vernita Green.

### Volumen 2
En el Volumen 2 se ve con detalle lo ocurrido en la masacre. Beatrix ensayaba su casamiento con Tommy en la capilla de Two Pines, cuando al salir a tomar el aire, se encuentra con Bill. Hablan de todo lo ocurrido y Beatrix invita a Bill a su boda. Entonces, ella presenta a Bill a su novio, pero diciendo que Bill era su padre. 
Entonces, cuando van a ensayar otra vez el enlace va a hablar con Bill preguntándole si va a portarse bien, lo que Bill responde que eso no lo puede prometer. Entonces es cuando entran en acción el resto del grupo de asesinos de Bill y se hace la masacre. Cuatro años después, Beatrix localiza a Bill gracias a Esteban Vihaio. Cuando llega, ella se da cuenta de que su hija sigue viva y que ha sido educada por Bill. Su hija se llama B.B. Kiddo y nació a través de cesárea.
Tras emocionarse y seguirle el rollo a la niña, que le decía que había estado dormida durante cuatro años, la lleva a la cama. Bill también se emociona al verlo. Pero entonces Bill y Beatrix hablan de muchos temas hasta que al final van a saldar cuentas y, tras un  lucha a muerte corta, Beatrix le realiza los «cinco puntos de presión para explotar un corazón» (técnica del maestro Pai Mei) y tras hacer cinco pasos, el corazón de Bill explota y cae al suelo muerto, pero antes de dar los cinco pasos, le dice a Beatrix que, a pesar de todo, la quiere y que cuide bien de la niña.